# Widum Mengede
Der  Wiedenhof Mengede  ist eine Ansammlung denkmalgeschützter Häuser um die 1250 errichtete evangelische St.-Remigius-Kirche und dem Pfarrhof in der Gemeinde Dortmund-Mengede.
Kartenausschnitt

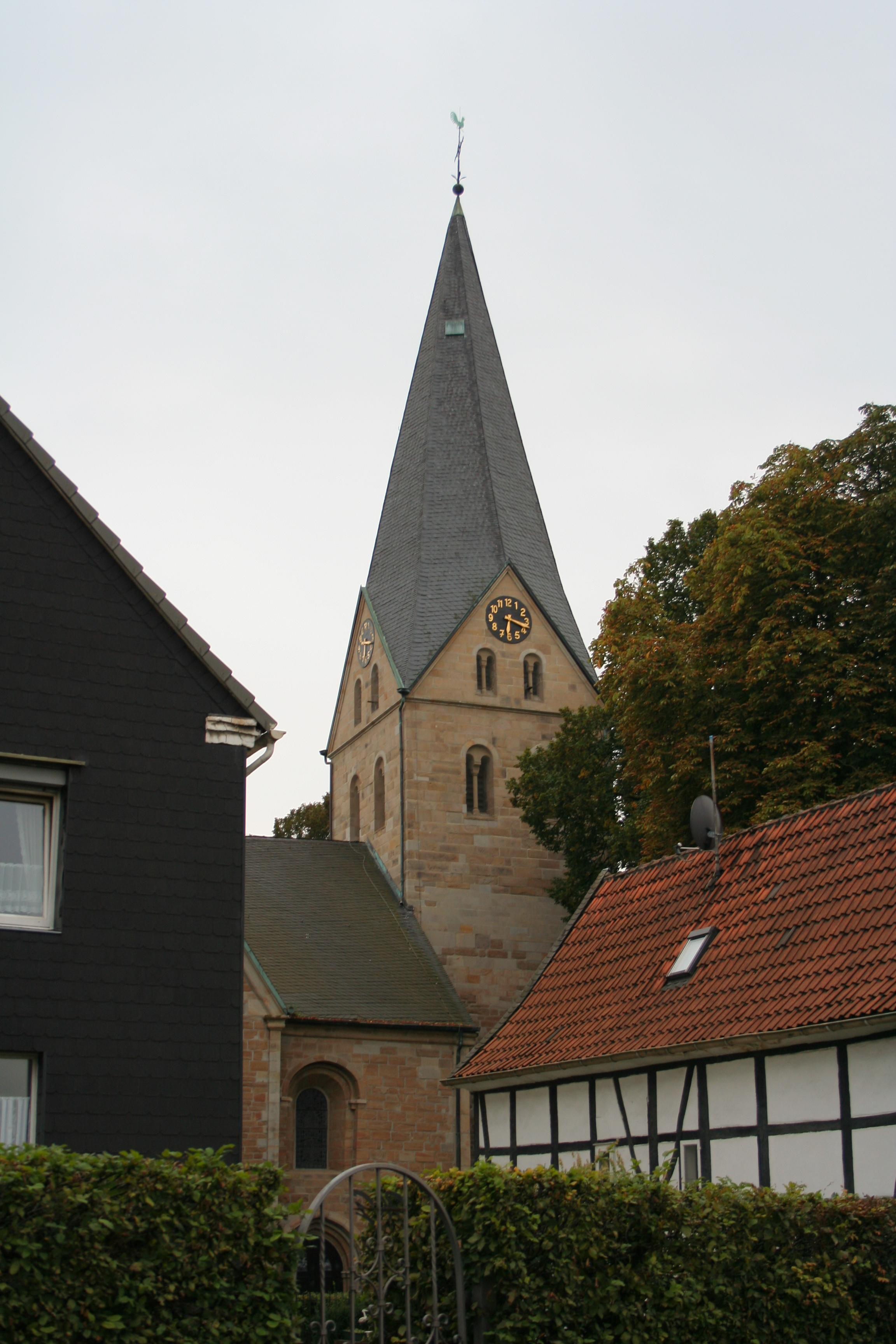
Dortmund Remigiuskirche

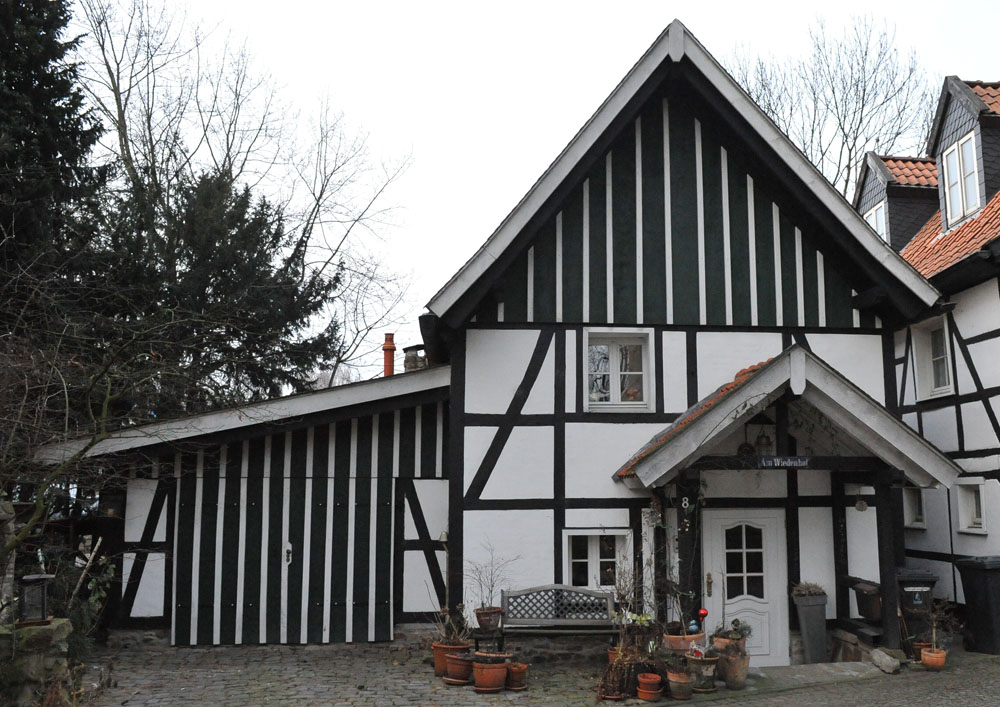
Wiedenhof-8

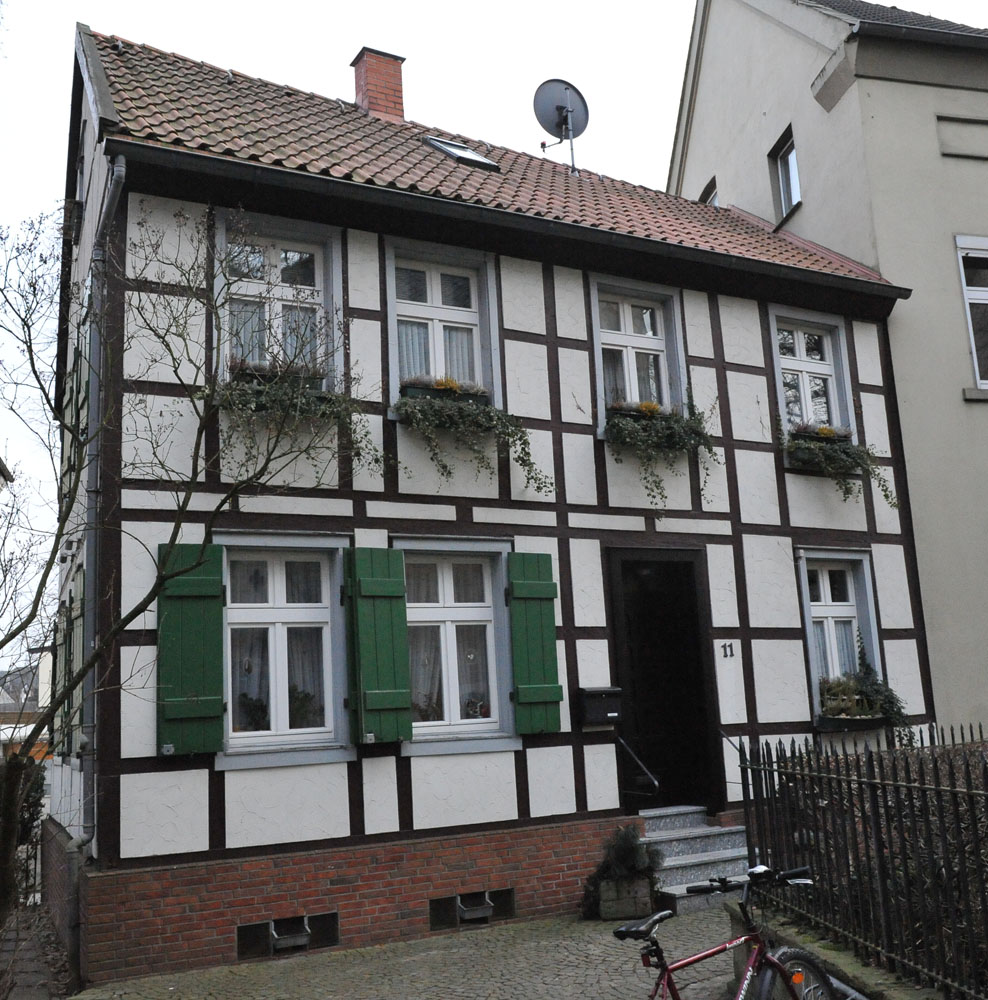
Wiedenhof-11

Der Wiedenhof ist eine der Bezeichnungen für einen Pfarrhof oder Pfarrpfründe auch Widum (der der Kirche gewidmete Hof).
Der Begriff Widum oder Witthum stammt aus der mittelalterlichen Rechtssprache. Widum ist ein Hinweis auf Kirchengrund
Das Wort „widum“ leitet sich von derselben Wurzel wie „widmen“ ab und bezeichnet ein „gewidmetes Gut“.
Die Bezeichnung für einen Pfarrhof. Früher bezeichnete man mit Widum das Kirchengut, das vom Pfarrer bewirtschaftet wurde, um seinen Lebensunterhalt sicherstellen zu können.

## Geschichte
Der Bau des Wiedenhofs geht auf das späte 12. Jahrhundert zurück.

## Bauwerk
Im Mittelpunkt steht die Evangelische St.-Remigius-Kirche (Dortmund) umgeben von den Gebäuden Wiedenhof 3, 5, 6, 7, 8 und 11. Sie bilden den historischen nördlichen Teil des Widums. Die Gebäude im südlichen Teil stammen aus dem 17. und 18. Jahrhundert.
Die Objekte im Widum sind in der Liste der Baudenkmale im Stadtbezirk Mengede eingetragen.